# Desmond Cory
Desmond Cory (n. 16 februarie 1928 – d. 1 ianuarie 2001) a fost un scriitor de thriller englez.